# Waldangelloch
Waldangelloch ist ein Dorf im Rhein-Neckar-Kreis in Baden-Württemberg, das seit 1972 zu Sinsheim gehört.

## Geographie
Waldangelloch liegt in der Hügellandschaft des Kraichgaus im nördlichen Baden-Württemberg auf etwa 197 m ü. NN im Angelbachtal. Die Talmulde des obersten, nordwestlich ziehenden Waldangelbachs läuft im Ortsbereich von Osten her dem Winkelbach zu. Das Dorf liegt in der Übergangszone vom Schilfsandstein (Stuttgart-Formation) in den Gipskeuper (Grabfeld-Formation). Die auch von weiteren Zuläufen – Gänswiesengraben von Nordosten noch im Dorfbereich, Eberbach von Süden teils schon jenseits der Markungsgrenze – gegliederten Hügel um den Ort tragen teilweise eine Decke aus Lösssediment.
Waldangelloch ist von einem ein bis zwei Kilometer breiten Rodungsstreifen umgeben, jenseits dessen sich in einem großen Bogen von Norden bis Südwesten der Große Wald am Anstieg zu den Keuperbergen um die Flur legt. Nur nach Nordwesten hin öffnet sich das (Wald-)Angelbachtal in Richtung Michelfeld. Der tiefste Punkt der Gemarkung liegt auf wenig über 170 m ü. NN am Auslauf des Waldangelbachs. Der Dammberg im Westen und Südwesten des Dorfs, an dessen flachem unteren Abfall die meisten neueren Teile der Bebauung stehen, erhebt sich bis auf 261,3 m ü. NN, der Kornberg in dessen Osten bis auf 248,7 m ü. NN, der Mündungssporn des Winkelbachs bis auf 256,7 m ü. NN. Innerhalb der Waldangellocher Rodungsinsel liegt außer diesen Hügeln auch noch im Osten, umgeben vom Gelände des Golfclubs Sinsheim, der Buchenauerhof, der jedoch schon zur Gemarkung des Sinsheimer Dorfes Weiler gehört.

## Geschichte

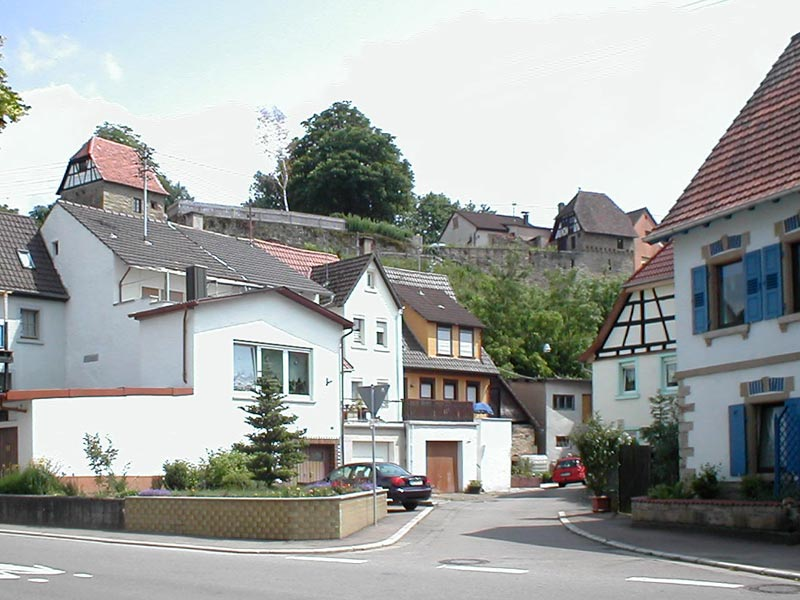
Die Überreste von Burg Waldangelloch oberhalb des Burgbezirks

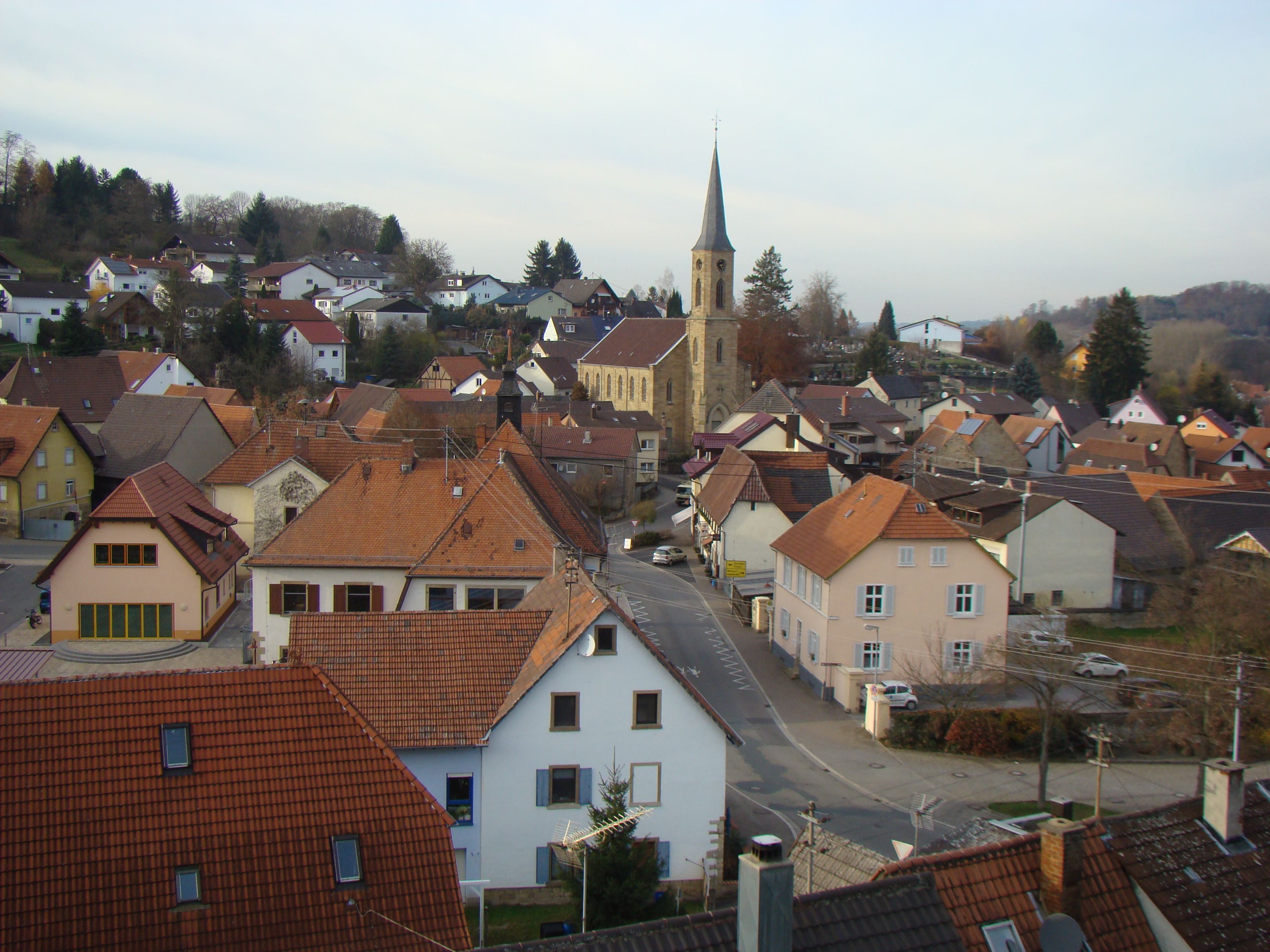
Blick über Waldangelloch

Der Ort entwickelte sich unterhalb der Burg Waldangelloch. Der Burgbezirk, das heißt der Teil der Siedlung, der auf derselben Seite des Angelbachs wie die Burg lag, unterstand völlig der Herrschaft der jeweiligen Burgherren. Der Rest des Ortes auf der anderen Seite des Angelbachs unterstand einem Kondominat aus der jeweiligen Burgherrschaft und dem Kloster Odenheim. Die beiden Ortsteile waren über eine alte, bis ins 20. Jahrhundert bestehende Steinbrücke miteinander verbunden. Der Ort wurde erstmals 1225 in einer Urkunde König Heinrichs VII. erwähnt, der den Besitz des Klosters in Angelacha bestätigte. Burgherren vom 13. bis zum frühen 17. Jahrhundert waren die Ritter von Angelach, die die Burg und weiteren Besitz im Ort als Lehen der Grafen von Eberstein hatten. Auf die von Angelach geht auch ein weiterer Ort mit dem Namen Angelloch zurück, der etwa 20 km entfernt bei Leimen liegt. Zur Unterscheidung der Orte wurden die Ortsnamen später um eine Vorsilbe erweitert und wurden zu Waldangelloch bzw. Gauangelloch.
Nach dem Aussterben der Herren von Angelach 1608 oder 1613 zog Graf Philipp III. von Eberstein den Besitz in Waldangelloch wieder an sich. Nach dem Tod von dessen letzten Nachfahren, Casimir von Eberstein (1639–1660), gelangte der Ebersteinsche Anteil 1679 über seine Witwe und die Heirat seiner Tochter Sofie Esther Elbertine von Eberstein (1661–1728) mit Friedrich August von Württemberg-Neuenstadt an das Haus Württemberg. Schulen, Kirche, Jagd und Fischerei lagen fortan bei Württemberg, die Grundherrschaft war auf ein Kondominat aus Württemberg und dem inzwischen in Bruchsal residierenden Ritterstift Odenheim verteilt. Durch den Reichsdeputationshauptschluss gelangte 1803 der Besitzteil des Stiftes an das Großherzogtum Baden, mit dem Tausch- und Epurationsvertrag 1806 folgte auch die bis dahin württembergische Hälfte. Waldangelloch kam zum badischen Amt Odenheim.
Der Ort hatte um 1800 etwa 800 Einwohner und war lange Zeit landwirtschaftlich und handwerklich geprägt. An Handwerken sind insbesondere Schreiner, Siebmacher und Rechenmacher zu nennen. Nach dem Übergang an Baden zogen zahlreiche Auswärtige hierher. Dadurch und durch eine hohe Geburtenrate stieg die Bevölkerungszahl in der Zeit von 1802 bis 1823 um über 200 Personen an. 1827 wurden 1074 Einwohner gezählt. Die Gemeindeverwaltung förderte die Auswanderung und konnte bis in die 1860er Jahre die Not der Bevölkerung lindern und die Gemeindefinanzen stabilisieren. Ab den 1880er Jahren gab es in Waldangelloch mehrere, zeitweilig bis zu zehn Zigarrenfabriken, in denen in den Jahren vor dem Ersten Weltkrieg über 200 Männer und Frauen beschäftigt waren. 1901 wurde Waldangelloch durch die Bahnstrecke Wiesloch Stadt–Waldangelloch an das Eisenbahnnetz angeschlossen. Wegen der hohen Kostenbeteiligungen mussten andere örtliche Projekte wie der Bau eines neuen Schulhauses oder einer Wasserleitung zurückgestellt werden.
Im Ersten Weltkrieg und in der nachfolgenden Zeit der Inflation erlebte der Ort einen zeitweiligen Niedergang der Zigarrenfabriken, verbunden mit Abwanderung aufgrund von Arbeitslosigkeit. Neue Arbeitsplätze bot einige Jahre eine Stockfabrik. 1939 wurden 874 Einwohner gezählt, Ende 1945 waren es 900.
Nach dem Zweiten Weltkrieg siedelten sich rund 300 heimatvertriebene Ungarndeutsche aus Pomáz an. Nach der Währungsreform 1948 schlossen bis 1960 sieben von zehn Zigarrenfabriken des Ortes. Die Ansiedlung einer Feinstrumpffabrik und einer Feinmechanikfabrik in zwei ehemaligen Zigarrenfabriken bot einigen Frauen neue Arbeitsplätze, während männliche Erwerbstätige zumeist nur auswärts Arbeit fanden. Ab 1959 wurden mehrere große Baugebiete auf einer Fläche von etwa 10 Hektar neu ausgewiesen, in denen 162 neue Wohnhäuser bis 1975 erbaut wurden. Der Strukturwandel der Nachkriegszeit führte auch zur Aufgabe der meisten von 1950 noch bestehenden 193 landwirtschaftlichen Betrieben. Von 1964 bis 1969 wurde die Ortsdurchfahrt ausgebaut. Dabei wurde auch der Angelbach in der Ortslage verdolt. Waldangelloch wurde am 1. Juli 1972 nach Sinsheim eingemeindet und hat heute rund 1800 Einwohner.

## Wappen
Das Wappen von Waldangelloch zeigt einen silbernen Angelhaken auf blauem Grund und ist vom Wappen der im 17. Jahrhundert ausgestorbenen Herren von Angelach abgeleitet, das die Gemeinde bereits früh übernommen hat. Das Wappen derer von Angelloch zeigt einen nach links geöffneten Angelhaken und wurde zum Ortswappen von Gauangelloch; zur Unterscheidung ist der Haken des Wappens von Waldangelloch nach rechts geöffnet.

## Sehenswürdigkeiten

### Bauwerke

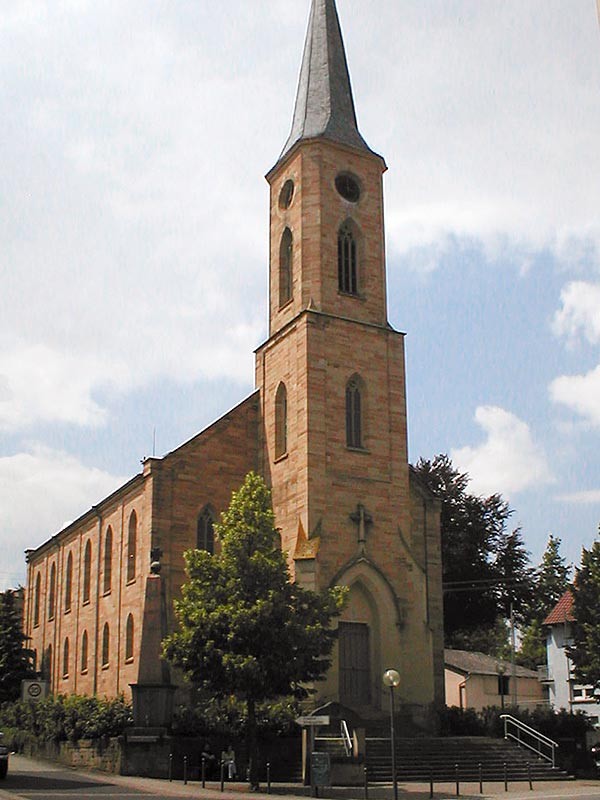
Evangelische Kirche

- Die Burgruine der im hohen Mittelalter entstandenen Burg Waldangelloch umfasst einige Mauern, zwei Turmbauten und Fundamentreste der in Spornlage einst über dem Ort stehenden Anlage.
- Die Evangelische Kirche wurde 1861 durch Architekt Friedrich Theodor Fischer (1803–1867) unterhalb des Friedhofs errichtet. Ein wesentlich kleinerer Vorgängerbau, wohl von 1518, hatte sich auf dem Friedhof befunden. Das unweit gelegene alte Pfarrhaus von 1848 kam nach einem Neubau im Gewann Finkenherd 1972 in den Besitz der Stadt Sinsheim, die es zum Verwaltungsgebäude der Sozialstation umbaute.
- Die katholische Kirche St. Maria, Hilfe der Christen wurde 1959 für die durch den Zuzug von Vertriebenen angewachsene katholische Gemeinde erbaut.
- Das Rathaus wurde 1839 als Schulhaus erbaut und nach Fertigstellung des benachbarten Schulhauses vom 1907/08 zum Verwaltungsgebäude umgenutzt.
- Das Gasthaus zum Bahnhof wurde 1896 erbaut.
- Im Ort befinden sich mehrere historische Gebäude, darunter das barocke einstige Ritterwirtshaus an der Straße nach Weiler sowie mehrere Sandsteinscheunen.

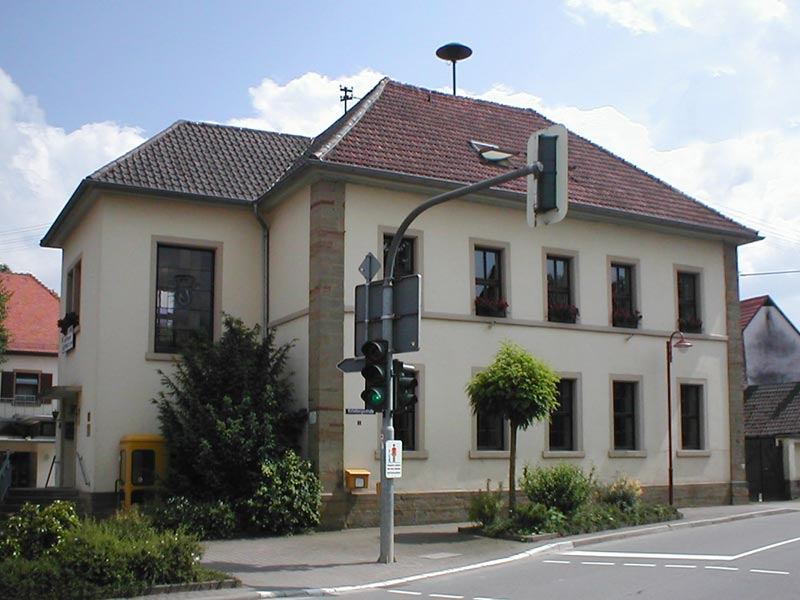
Rathaus
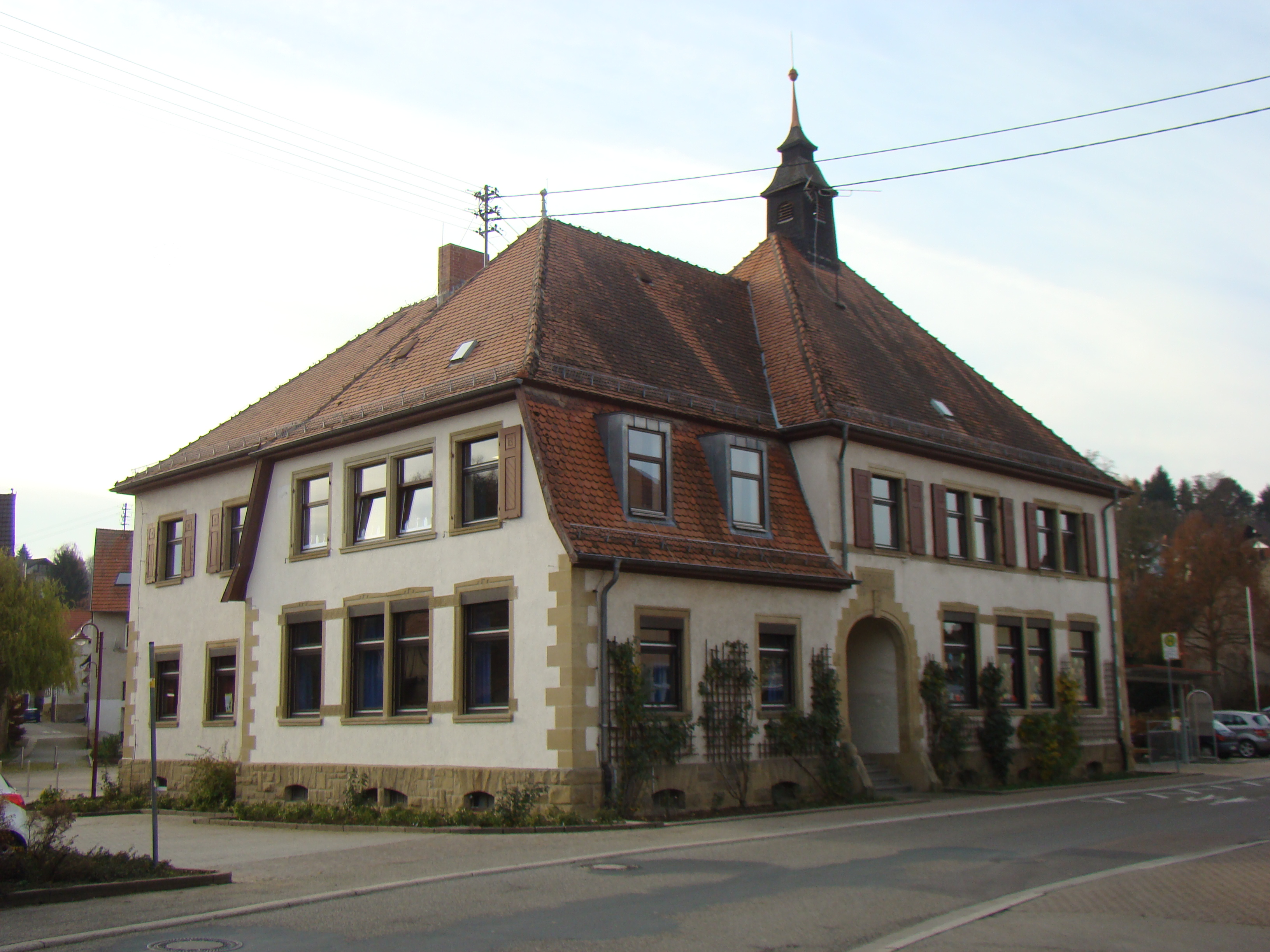
Schulhaus
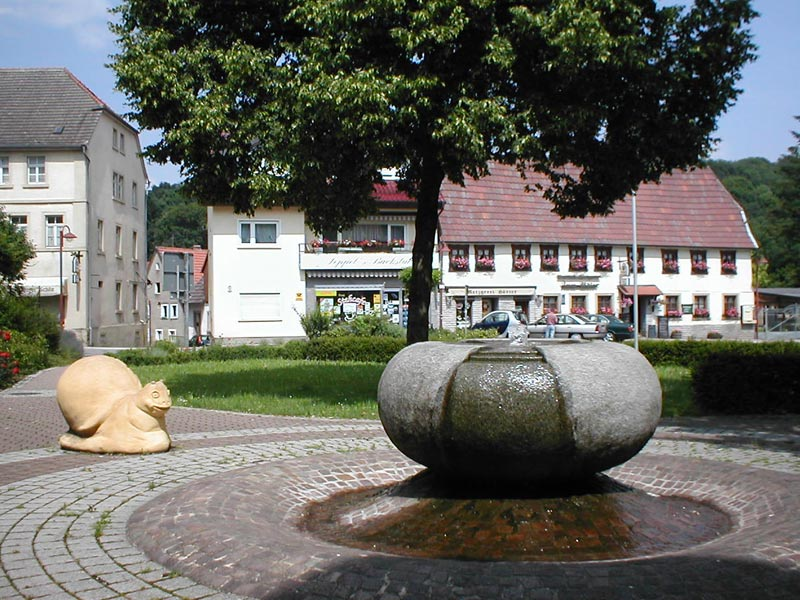
Brunnen beim Rathaus
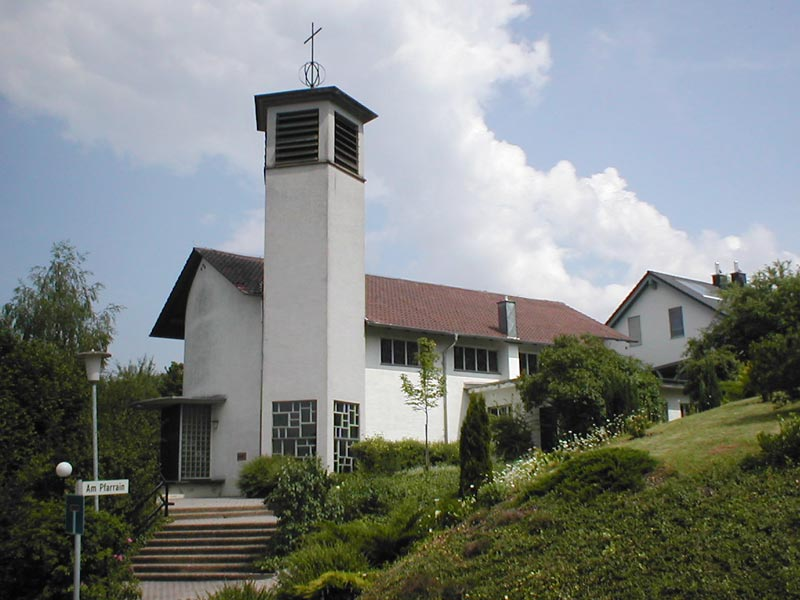
Kath. Kirche St. Maria
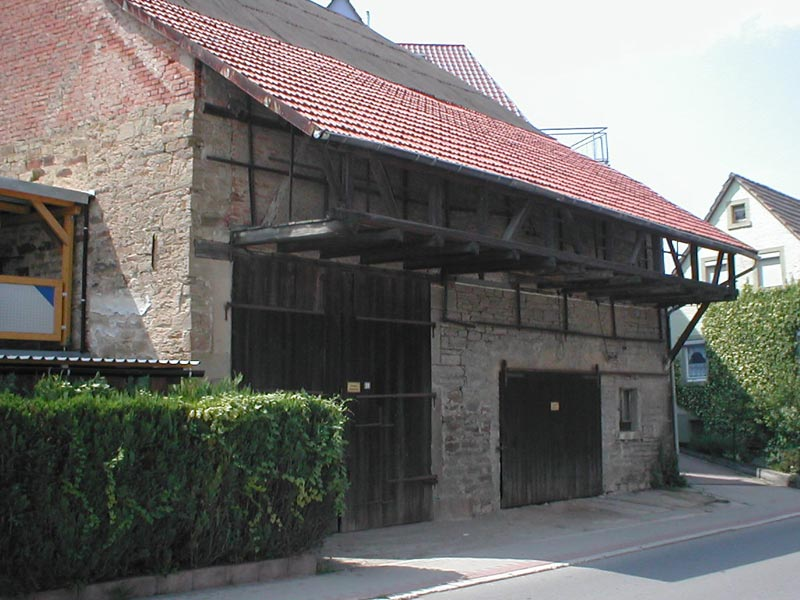
Historische Scheune
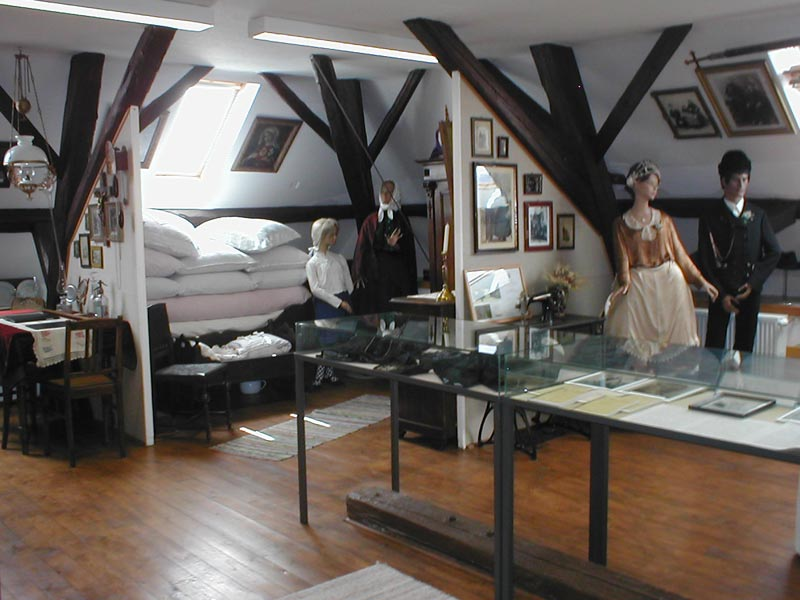
Pomazer Heimatstube

### Museen
Im Obergeschoss des Bürgermeisteramtes befindet sich die Pomazer Heimatstube der Ungarndeutschen aus Pomáz, die in den Sommermonaten jeweils am ersten Sonntag des Monats geöffnet ist und zahlreiche Exponate dieser Volksgruppe zeigt. Nach dieser Landsmannschaft ist auch der Pomazer Platz vor dem Bürgermeisteramt benannt.

## Radverkehr
Durch Waldangelloch verläuft die Burgen-Tour Kraichgau-Stromberg, eine etwa 52 Kilometer lange regionale Radroute, die den Ort mit den umliegenden Orten Weiler und Michelfeld verbindet.

## Persönlichkeiten

### Söhne und Töchter der Stadt
- Karl Friedrich Hipp (1763–1838), Mathematiker und Pädagoge
- August Vischer (1821–1898), Historienmaler
- Gotthold Sabel (1852–1909), Pädagoge, Kirchenrat und Heraldiker
- Friedrich Nußhag (1854–unbekannt), Turner, Turnlehrer und -funktionär
- Karl Müller (1889–1964), Regierungsvize- und Vizepräsident
- Rudolf Horn (1903–1984), klassischer Archäologe und Hochschullehrer
- Walter Horn (1908–1995), deutsch-US-amerikanischer Kunsthistoriker und Hochschullehrer
- Stefan Wollenstein (* 1977), Gründer von Second Bandshirt und Bassist der Punkband Scherben
- Andreas Müller (* 2000), Fußballspieler